# 包纳赫
包纳赫（發音：[ˈbaʊnax] ⓘ）是德国巴伐利亚州上弗兰肯行政区班贝格县的城市，面积32.14平方千米，2023年12月31日人口为4,065人。